# Taeromys dominator
Taeromys dominator is een knaagdier uit de muizen en ratten van de Oude Wereld dat voorkomt in de regenwouden van Celebes. Het is een van slechts drie muisachtigen uit Celebes die op vrijwel het hele eiland in regenwouden voorkomen (de andere zijn Rattus hoffmanni en Maxomys musschenbroekii). Er zijn enkele Laat-Pliocene of Vroeg-Pleistocene tanden van deze soort bekend uit de Walanae-formatie op Celebes. Ook zijn er Holocene subfossielen bekend uit het zuidwesten van het eiland. De vorm ursinus wordt in sommige indelingen als een aparte soort beschouwd. Zijn nauwste verwant is Taeromys. Hij wordt veel gegeten door de bergbewoners van Midden-Celebes. Overal komt hij veel voor en is hij makkelijk te vangen. Op allerlei plaatsen kunnen nesten worden gevonden: onder andere in ondergrondse holen, in rottende bomen en tussen boomwortels. Hij eet fruit.

## Kenmerken
Het is de grootste rat van Celebes. Hij heeft een gedrongen lichaam, maar een lange kop en een lange staart. De vacht is zacht en dik. De staart heeft een witte punt die de helft tot twee derde van de hele staart in beslag kan nemen. De rest van de staart is donkerbruin. De kop-romplengte bedraagt 200 tot 257 mm, de staartlengte 237 tot 310 mm en het gewicht 350 tot 500 gram. Vrouwtjes hebben 1+2=6 mammae.
Taeromys arcuatus · Taeromys callitrichus · Taeromys celebensis · Taeromys dominator · Taeromys hamatus · Taeromys microbullatus · Taeromys punicans · Taeromys taerae